# 筑紫女学園中学校・高等学校
筑紫女学園中学校・高等学校（ちくしじょがくえんちゅうがっこう・こうとうがっこう）は、福岡県福岡市中央区警固二丁目に位置する西本願寺系の私立中学校・高等学校（女子校）である。
福岡県下の私立女子校の中で最大の生徒数を擁し、通学範囲は福岡都市圏全域に及ぶ。地元では筑女（ちくじょ）の略称で呼ばれている。
中高一貫教育の課程と高校のみの課程が設置されており、学業優先を条件に芸能活動を許可している。龍谷総合学園加盟校。

## 校風

### 制服
冬服濃紺地のセーラー服。袖口と襟に3本の白色のラインが入る。スカーフは黒色。: 2023年には固定リボン型(赤、白、紺)が追加された。
夏服白色のセーラー服と紺色のスカート。
夏服・冬服に胸当てがついているのが中学生、ついていないのが高校生である。胸当てのあるなしで中高一貫と高校コースの差別化は計られていない。
なお、スカートは何れも幅の広いウエストベルト部分があるハイウエストタイプの吊りスカートである。この手のハイウエストの吊りスカートをセーラー服の下に穿く学校は九州地方に多い。

## 沿革
筑前・筑後の浄土真宗本願寺派寺院の共同経営であった第四仏教中学福岡分教場が学制改革により閉鎖されたことで、分教場で教鞭をとってた水月哲英が関係寺院や有志に、女子教育の大切さと女学校設立の必要性を説き、この跡地を受け継いで女学校を設立することに奔走した。その結果、多くの賛同を得て、1907年3月4日、女学校の創設許可を得て、「私立筑紫女学校」と命名し初代校長に就任、同年4月11日に開校式を行う。さらに同年4月19日、文部省の許可を得て「私立筑紫高等女学校」と改称、入学試験を実施して139名の生徒を入学させ、同年5月13日に開校する。女子に須要な高等普通教育を施し、貞淑な女子を養成することを目的としており、校訓として「品性・勤労・質素」の三徳目を定めた。

### 年表
- 1907年（明治40年） - 私立筑紫高等女学校として開校。
- 1919年（大正8年） - 筑紫高等女学校に改称。
- 1945年（昭和20年） - 財団法人筑紫学園の経営となる。
- 1947年（昭和22年） - 学制改革による新制度に準拠した筑紫女学園中学校を開校。
- 1948年（昭和23年） - 学制改革により、筑紫高等女学校を改組。筑紫女子高等学校となる。
- 1951年（昭和26年） - 学校法人筑紫女学園の経営となり、筑紫女学園高等学校に改称。
- 1991年（平成3年） - 中高一貫教育を開始。

## コース
- 医進・サイエンスコース
- I類コース
- Ⅱ類コース

高2から
- 医進コース
- サイエンスコース
- 国理コース
- 国文Sコース
- 国文コース
- 私理コース
- 私文コース

## 教育方針

### 建学の精神（校訓）
- 自律（自己への目覚め）
- 和平（他者への目覚め）
- 感恩（生命への目覚め）

## 学校行事
- 灌仏会（釈尊の誕生日）
- 報恩講

## 体育活動
かつては、陸上や水泳などのスポーツでは全国トップクラスの実績を誇り、数々の選手を輩出した古豪である。
特に水泳では、高校女子競泳界で水泳王国と呼ばれて、全国高校総体では1965年に学校対抗で初優勝を果たした後、1972年・1974年～1977年（4連覇）・1979年の計7回の優勝を果たし、1970年代の黄金期を築いていた。（1974年は地元の福岡での開催だった）

## 登録有形文化財
- 洗心庵
- 待合
- 香風亭

## 通学手段など
- 生徒の主な通学手段
  - 鉄道: 西鉄天神大牟田線、福岡市地下鉄七隈線
  - バス: 西鉄バス
  - 地下鉄：地下鉄七隈線、地下鉄空港線
  - このほか、自転車を利用する生徒も多い。
- 最寄り鉄道駅など:
  - 西鉄福岡（天神）駅
  - 福岡市交通局赤坂駅・桜坂駅
  - 西鉄バス赤坂二丁目バス停・桜坂バス停・南薬院バス停・筑紫女学園前バス停（筑紫女学園前バス停は平日の朝で天神・博多方面行きのみ）

## 関連校
- 筑紫女学園大学
- 筑紫女学園大学短期大学部

## 著名な出身者

### 学術・文化
- 安西明子（法学者・上智大学教授）
- 長谷川毬子（画家・元長谷川町子美術館館長）

### スポーツ
- 田中聡子（競泳選手、ローマオリンピック銅メダリスト）
- 山本憲子（元競泳選手、1964年東京オリンピック日本代表）
- 鯉川なつえ（陸上選手、長距離走・マラソン選手、解説者）
- 宮崎安澄（陸上選手、中距離走・長距離走・マラソン選手）
- 浦田佳小里（陸上選手、長距離走選手）
- 野原優子（陸上選手、長距離走選手）
- 紫村仁美（陸上選手、短距離走選手）
- 田中華絵（陸上選手、長距離走・マラソン選手）
- 木村友香（陸上選手、中距離走・長距離走選手）
- 由水沙季（陸上選手、中距離走・長距離走選手）
- 藪内あゆみ（女子ラグビー選手）
- 近藤万春（ハンドボール選手）

### 芸能
- 三重野瞳（歌手・脚本家）
- 小柳ルミ子（歌手）
- 山本美月（女優・モデル）
- 永野路子（女優）
- 松木聖（女優）
- 宮ゆい（女優）
- 宮崎理奈（アイドル(SUPER☆GiRLS)）
- 彩綾（モデル）
- 川床明日香（モデル）
- 金光みり愛（タレント・モデル・アイドル(青春女子学園・青SHUN学園)）
- 森岡悠（女優・アイドル(GEM)）
- 柳川由玲奈（タレント）
- 木本景子（声優・ナレーター）
- 岩橋由佳（声優）
- 勝田詩織（声優）
- 乃々れいあ（宝塚歌劇団月組娘役）

### マスコミ
- 橋本志穂（タレント・元福岡放送アナウンサー）
- 柴田倫世（元日本テレビアナウンサー）
- 富永倫子（元RKB毎日放送アナウンサー）
- 高山梨香（元テレビ西日本アナウンサー）
- 古野晶子（NHK人事局所属・元アナウンサー）
- 飯地紀美子（エフエム佐賀アナウンサー）
- 米谷奈津子（フリーアナウンサー）
- 中嶋順子（フリーアナウンサー）
- 志垣佳奈（フリーアナウンサー）
- 原千晶（元テレビ山口アナウンサー、フリーアナウンサー）
- 金剛英華（ニュースキャスター）
- 重松沙恵（さくらんぼテレビジョンアナウンサー）
- 鹿野未涼（フリーアナウンサー・NHK福岡放送局専属、元鹿児島放送アナウンサー）